# Escola Municipal de Música (Molins de Rei)
L'Escola Municipal de Música és un edifici del municipi de Molins de Rei (Baix Llobregat) inclòs en l'Inventari del Patrimoni Arquitectònic de Catalunya. L'edifici també anomenat Can Bofill, fou construït el 1905 per l'arquitecte Pere Ros i Tort, com a residència de la família Bofill, per encàrrec de Josep Bofill.

## Descripció

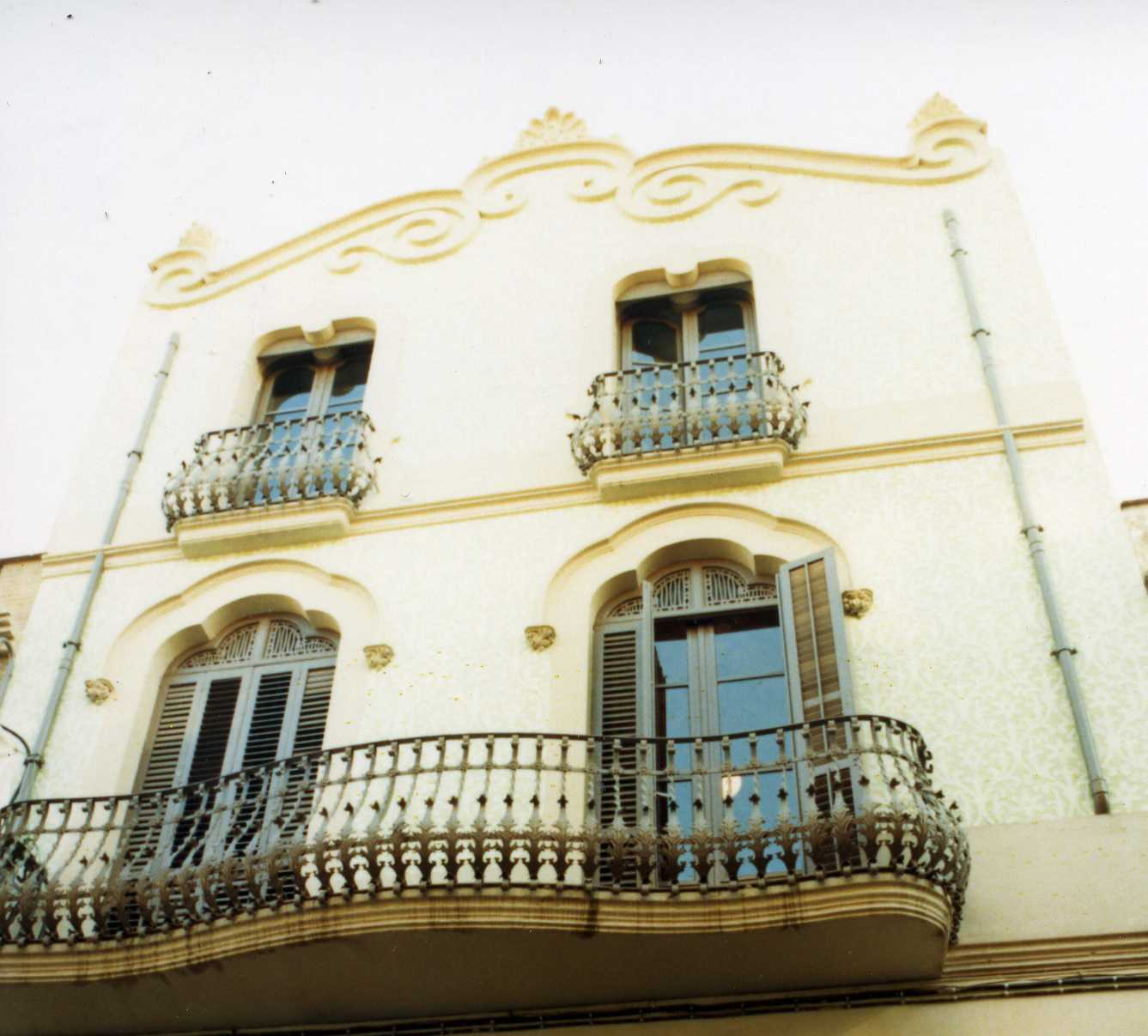
Escola de Municipal de Música de Molins de Rei

Pels elements decoratius que presenta, se situa dins els corrents estilístics dels modernisme, amb motius naturalistes, flors i fulles que s'entrellacen, línies sinuoses i detalls escultòrics, treballs de tractament artístic en les superfícies dels murs que empren tècniques com els esgrafiats, arcs lobulats que coronen les finestres i balconades amb unes elaborades baranes de forja i, coronant l'edifici, un decoratiu tractament ondulant i cobertes de ceràmica escatada que li aporten vistositat. Restaurada i adaptada com a Escola Municipal de Música, a l'interior s'han respectat i conservat elements originals també propis del llenguatge modernista.